# Lijst van beelden in Loon op Zand
Dit is een (onvolledige) chronologische lijst van beelden in Gemeente Loon op Zand. Onder een beeld wordt hier verstaan elk driedimensionaal kunstwerk in de openbare ruimte van de Nederlandse gemeente Loon op Zand, waarbij beeld wordt gebruikt als verzamelbegrip voor sculpturen, standbeelden, installaties, gedenktekens en overige beeldhouwwerken.

## Gemeente Loon op Zand
| Geplaatst      | Omschrijving                          | Kunstenaar                                        | Straat                                                  | Plaats                               | Materiaal              | Afbeelding      |
| -------------- | ------------------------------------- | ------------------------------------------------- | ------------------------------------------------------- | ------------------------------------ | ---------------------- | --------------- |
| 1994           | Oorlogsmonument Gemeente Loon op Zand | Henk Mooy                                         | Eftelingsestraat                                        | Kaatsheuvel                          | Vijf lagen natuursteen |                 |
| 1952           | D'n Olifant                           | Ton van de Ven                                    | Hertogenpad, Wandelpark Huis ter Heide                  | Kaatsheuvel                          | Hardsteen              |                 |
| 1965           | Phoenix                               | Wim Suermondt                                     | Parkstraat                                              | Kaatsheuvel                          | Metaal                 |                 |
| 1953           | Heilig Figuur met Schoenmakersmes     | Frits Grips                                       | Antoniusstraat 70A                                      | Kaatsheuvel                          | Hardsteen              |                 |
| 1890           | Engelbewaarder                        | maker onbekend                                    | hoofdstraat 34                                          | Kaatsheuvel                          | Hardsteen              |                 |
| Datum onbekend | Piëta                                 | maker onbekend                                    | hoofdstraat 34                                          | Kaatsheuvel                          | Hardsteen              |                 |
| Datum onbekend | Piëta in kleur                        | maker onbekend                                    | Erastraat                                               | Kaatsheuvel                          | Hardsteen              |                 |
| 1989           | Samen Onderweg                        | Gerard Engels                                     | Liechtensteinstraat 4                                   | Kaatsheuvel                          | Brons                  |                 |
| 1992           | Square Dance                          | Dorothé Jahool                                    | Raadhuisstraat                                          | Kaatsheuvel                          | Hardsteen              |                 |
| 2006           | De Das                                | Maker onbekend                                    | Berkenlaan                                              | Loon op Zand                         | Hardsteen              |                 |
| Datum onbekend | Christus aan het kruis                | Maker onbekend                                    | Hoofdstraat 34                                          | Kaatsheuvel                          | Hardsteen              |                 |
| 2001           | Pardoes                               | Naar een ontwerp van Henny Knoet (Maker onbekend) | Europalaan 1                                            | Kaatsheuvel                          | Hardsteen(?)           |                 |
| 1894/95        | Sint Leonardus en onbekende heilige   | M. van Bokhoven                                   | Erasstraat 8 (kerk)                                     | Kaatsheuvel                          | Hardsteen              |                 |
| 1913           | Maria met Kind                        | maker onbekend                                    | Hoofdstraat 36 (kerk)                                   | Kaatsheuvel                          | Hardsteen              |                 |
| 1914           | Treurend meisje                       | maker onbekend                                    | Oude Raadhuisplein 21 (kerkhof)                         | Loon op Zand                         | Brons                  | (foto komt nog) |
| 1921           | Heilig Hartbeeld                      | Jan Custers & Alphons Custers                     | Hoofdstraat 36 (kerk)                                   | Kaatsheuvel                          | Hardsteen              |                 |
| 1934?          | Sint Antonius van Padua               | maker onbekend                                    | Antoniusstraat 1 (vm. Kapel)                            | Kaatsheuvel                          | Hardsteen              |                 |
| 2016           | Travohuisje                           | maker onbekend                                    | Peperstraat                                             | Kaatsheuvel                          | Metaal                 |                 |
| datum onbekend | De Kaatsheuvelse Turfsteker           | maker onbekend                                    | Anton Pieck Plein                                       | Kaatsheuvel (alleen tijdens Carnaval |                        |                 |
| datum onbekend | Het Schoenmakersmes (Arbelos)         | Ruud van de Ven                                   | Anton Pieck Plein                                       | Kaatsheuvel, Middenbrabantweg        | Metaal                 |                 |
| 1956           | Moeder en kind                        | Nic Jonk                                          | Doelen 2                                                | Loon op Zand                         | Hardsteen              |                 |
| onbekend       | Denkend meisje                        | onbekend                                          | Doelen                                                  | Loon op Zand                         | brons                  |                 |
| onbekend       | Gerlachus                             | onbekend                                          | Doelen                                                  | Loon op Zand                         | Hardsteen              |                 |
| 1960           | Deuromlijsting met dierenriem         | maker onbekend                                    | Hoofdstraat 2                                           | Kaatsheuvel                          | Hardsteen              |                 |
| 1973           | Recreanten en sporters                |                                                   | Huygenstraat 71-73                                      | Kaatsheuvel                          |                        |                 |
| 1984           | Meester Schoenmaker                   | Louis Maas                                        | Hoofdstraat / Peperstraat                               | Kaatsheuvel                          |                        |                 |
| 1988           | Spelende kinderen                     | Hein Vree                                         | Kerkstraat / Dr. V. Kesselstraat                        | Loon op Zand                         |                        |                 |
| 1995           | Monument Pierre van Boxtel            | Joop Haffmans                                     | Driestapelenstoel / Erasstraat                          | Kaatsheuvel                          |                        |                 |
| ca. 1928       | Heilig Hartbeeld                      |                                                   | Erasstraat 5 (vm. klooster)                             | Kaatsheuvel                          |                        |                 |
| ca. 1902       | Heilig Hartbeeld                      |                                                   | Middelstraat / Zijstraat                                | De Moer                              |                        |                 |
|                | De Goede Herder                       | (?)                                               | Erasstraat 8 (kerk)                                     | Kaatsheuvel                          | Hardsteen              |                 |
|                | Zeemeermin                            | ontwerpafdeling Efteling                          | Europalaan (Niet meer in openbare ruimte)               | Kaatsheuvel                          | Hardsteen              |                 |
|                | Vogels                                |                                                   | President Kennedyplein 2 (Niet meer in openbare ruimte) | Kaatsheuvel                          | Brons                  |                 |
|                | Deuromlijsting menselijke figuren     |                                                   | Vossenbergselaan 2                                      | Kaatsheuvel                          | Mergel                 |                 |
|                | Onbekend Kunstwerk                    |                                                   | Hoofdstraat                                             | Kaatsheuvel                          | Brons                  |                 |
|                | Demeter                               |                                                   | Frederik Hendrikplein                                   | Kaatsheuvel                          | Brons                  |                 |
|                | Silhouet                              |                                                   | Vossenbergselaan 2                                      | Kaatsheuvel                          | Beton                  |                 |
|                | Paalklimmer                           | Peter Roovers                                     | Vossenbergselaan 72 (sporthal)                          | Kaatsheuvel                          | Brons                  |                 |
| onbekend       | Staand meisje                         |                                                   | Vossenbergselaan 8 (Niet langer in openbare ruimte)     | Kaatsheuvel                          | Brons                  |                 |
| onbekend       | Vallend meisje                        | maker onbekend                                    | Vossenbergselaan 8, tuin                                | Kaatsheuvel                          | Brons                  |                 |
| onbekend       | Christus Koning                       | maker onbekend                                    | Oude Raadhuisplein 21 (kerk)                            | Loon op Zand                         | Hardsteen              |                 |
| onbekend       | Paard                                 | onbekend                                          | Haestrechtstraat                                        | Kaatsheuvel                          | Metaal                 |                 |
|                | Eendracht (DESK 75 jaar)              | Ton Verstraten                                    | Huygenstraat 73                                         | Kaatsheuvel                          | Brons                  |                 |
|                | Vogels                                |                                                   | Molenwijck 1                                            | Loon op Zand                         | Brons                  |                 |
| datum onbekend | Lijst                                 | maker onbekend                                    | locatie volgt                                           | Loon op Zand                         | metaal                 |                 |
| datum onbekend | onbekend kunstwerk                    | maker onbekend                                    | oude raadhuisplein 2                                    | Loon op Zand                         | metaal                 |                 |